# 格劳比茨
格劳比茨（德語：Glaubitz）是德国萨克森州的一个市镇，隶属于迈森县。总面积为14平方千米，截至2020年总人口为2220人。